# Tayshaun Prince
Tayshaun Durell Prince (nascut el 28 de febrer de 1980 a Compton, Califòrnia), és un jugador professional de bàsquet estatunidenc que juga als Detroit Pistons de l'NBA com a aler. Després de graduar-se a l'Institut Domínguez i a la Universitat de Kentucky, va ser seleccionat en la 23a posició del Draft de l'NBA del 2002 pels Pistons.